# Atentado de Surgut de 2017
El atentado de Surgut de 2017 fue una acción terrorista llevada a cabo en la ciudad rusa de Surgut, iniciada la madrugada del 19 de agosto a las 2:00 a. m. cuando varias personas fueron apuñaladas en el centro de la ciudad; los miembros de las Fuerzas policiales de Rusia que se encontraban en el lugar dispararon al atacante, provocando su muerte. Horas después por medio de la revista Amaq el Estado Islámico se atribuyó el atentado, calificando al atacante de soldado del califato; a pesar de esto la policía rusa no califica al hecho como un «atentado terrorista islámico». El atentado dejó un saldo de ocho heridos y al mismo atacante muerto.

## Ataque
A primeras horas de la madrugada un hombre armado con un cuchillo y una hacha atacó repentinamente a varios transeúntes que pasaban por el centro de la ciudad de Surgut —a 3000 kilómetros de Moscú— ubicada en el distrito autónomo de Janty-Mansi, la policía disparó al atacante provocando su muerte.

### Atacante
Muerto el atacante se verificó que era un nativo de Surgut nacido en 1994. Aún se investiga si se trataba de un lobo solitario o de un enfermo mental. La policía también comunicó que llevaba un chaleco con posibles artefactos explosivos, por lo que se podría tratar de un terrorista suicida.

## Víctimas
La policía dijo que el ataque dejó ocho heridos, siendo todos trasladados al hospital de la ciudad, momentos después el gobierno de Janty-Mansi comunicó que dos de los heridos están en estado de gravedad.
El atacante fue ultimado por la policía en el atentado.

## Reacciones

### Organizaciones terroristas
- — Estado Islámico de Irak y el Levante: Por medio de su revista Amaq se adjudicó el atentado y calificó al atacante como un soldado del califato.[3]